# Erich Beting
Erich Beting, (São Paulo, 9 de outubro de 1979),  é um jornalista brasileiro, especializado em jornalismo de negócios do esporte.
É fundador do site Máquina do Esporte.
Beting é, ainda, professor, palestrante e consultor de marketing esportivo.
É sobrinho do jornalista Joelmir Beting e primo do jornalista Mauro Beting e do publicitário Gianfranco Beting.

## Carreira
É jornalista formado pela Pontifícia Universidade Católica de São Paulo (PUC/SP) e especialista em Gestão do Esporte pelo Instituto Trevisan de Pesquisa e Comércio (SP).
Começou a carreira em maio de 2000, na Folha de S.Paulo, onde atuou como repórter, com ênfase na cobertura do vôlei.
Em abril de 2001, foi contratado pelo grupo Lance! como repórter especial, atuando também como colunista do diário e editor do site Esporte Bizz, pioneiro na cobertura de negócios do esporte no país.
Em abril de 2005, idealizou e lançou a "Máquina do Esporte", principal veículo sobre negócios do esporte no país, com um portal na internet e, desde setembro de 2007, também com a Revista Máquina do Esporte.
Além do trabalho no desenvolvimento do jornalismo em marketing esportivo, entre abril de 2005 e julho de 2008, foi comentarista de futebol do canal BandSports, do Grupo Bandeirantes de Comunicação, onde fez as coberturas da Copa do Mundo de 2006, na Alemanha, e dos Jogos Pan-Americanos de 2007, no Rio de Janeiro. No BandSports, atuou também como apresentador do programa Máquina do Esporte (agosto de 2006 a julho de 2008), primeiro programa sobre marketing esportivo da TV brasileira. Retornou ao canal em janeiro de 2009, atuando apenas como comentarista de futebol.
Em março do mesmo ano, estreou um blog no UOL. Nele, comentou sobre o cotidiano do marketing esportivo no país. Ficou no portal até setembro de 2016.
Entre 2015 e 2017, atuou como comentarista de negócios do esporte no canal SporTV.
No ano de 2015, venceu o Prêmio Comunique-se, considerado o Oscar do jornalismo brasileiro, na categoria de Melhor Jornalista de Marketing & Publicidade. Foi ainda finalista do mesmo prêmio em 2013, 2017, 2018 e 2019.
Em 2015, lançou o livro “O Livro das Bolas de Futebol”.
Em 2021, passa a ter um blog, Máquina do Esporte, no site da ESPN Brasil.

### Máquina do Esporte
Criada em abril de 2005, a "Máquina do Esporte" é o principal veículo sobre negócios do esporte no país. Revelou jornalistas como o Rodrigo Capelo e Duda Lopes.
Tendo como foco os bastidores dos negócios que envolvem o esporte, a Máquina do Esporte é pioneira nesse tipo de cobertura jornalística. Idealizada pelo jornalista Erich Beting, é a principal referência em marketing esportivo no Brasil. Realiza anualmente o Fórum Máquina do Esporte e, também, o Prêmio Máquina do Esporte, que reúnem os grandes cases de marketing esportivo do ano.

### Livros
- “O Livro das Bolas de Futebol” (Panda Books - 2015)[11]

### Prêmios
| Ano  | Prêmios             | Categoria               | Resultado | Ref.   |
| ---- | ------------------- | ----------------------- | --------- | ------ |
| 2021 | Prêmio Comunique-se | Propaganda & Marketing  | Venceu    | [ 12 ] |
| 2021 | Prêmio Comunique-se | Jornalista Empreendedor | Indicado  | [ 13 ] |